# 奎利尼·斯坦帕里亚宫

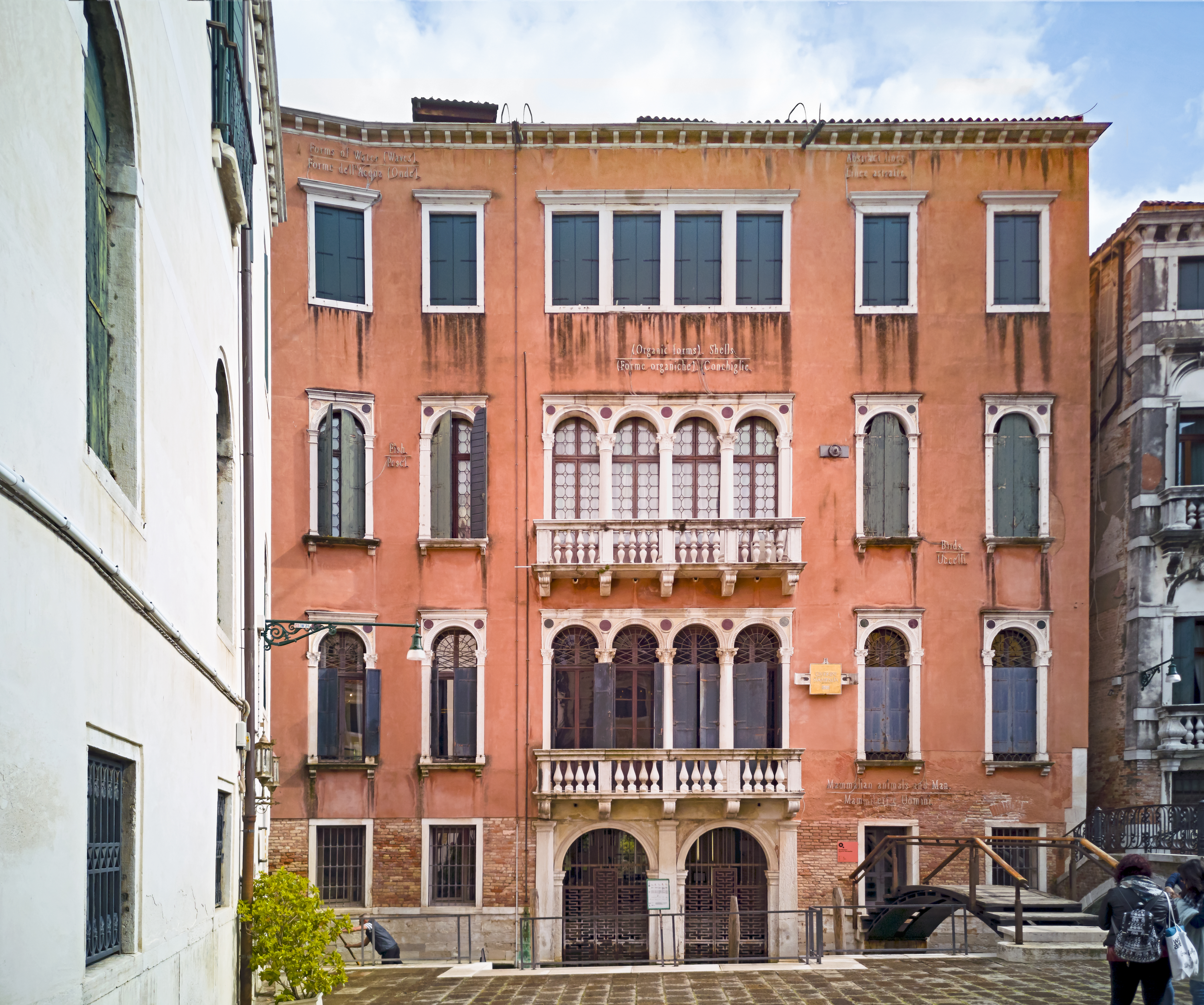

奎利尼·斯坦帕里亚宫（Palazzo Querini Stampalia）是威尼斯的一座宫殿，位于城堡区的至美圣玛利亚广场和至美圣玛利亚堂南侧。

## 历史

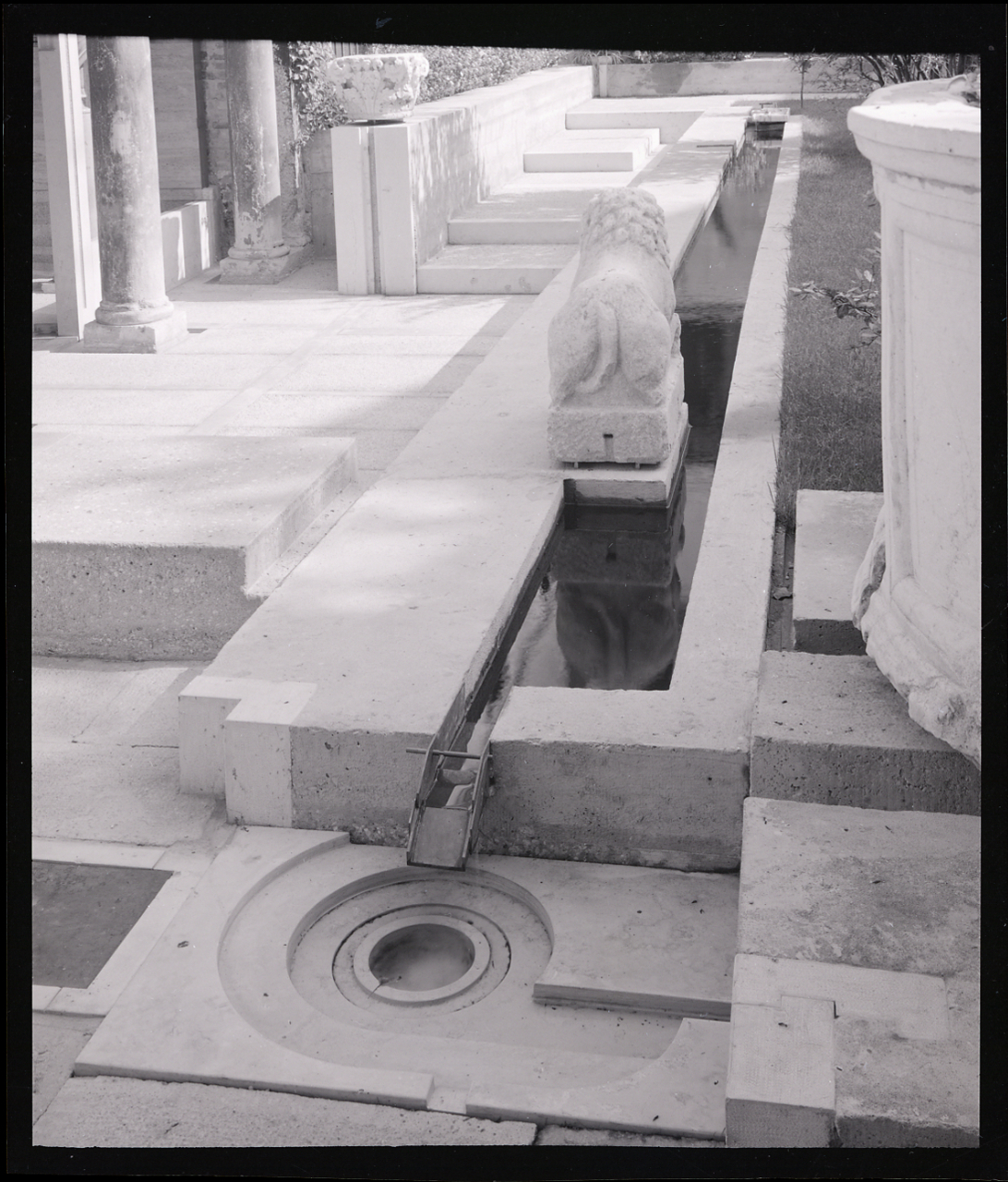
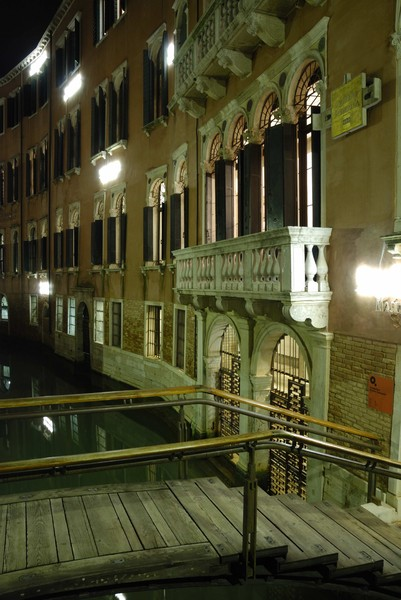
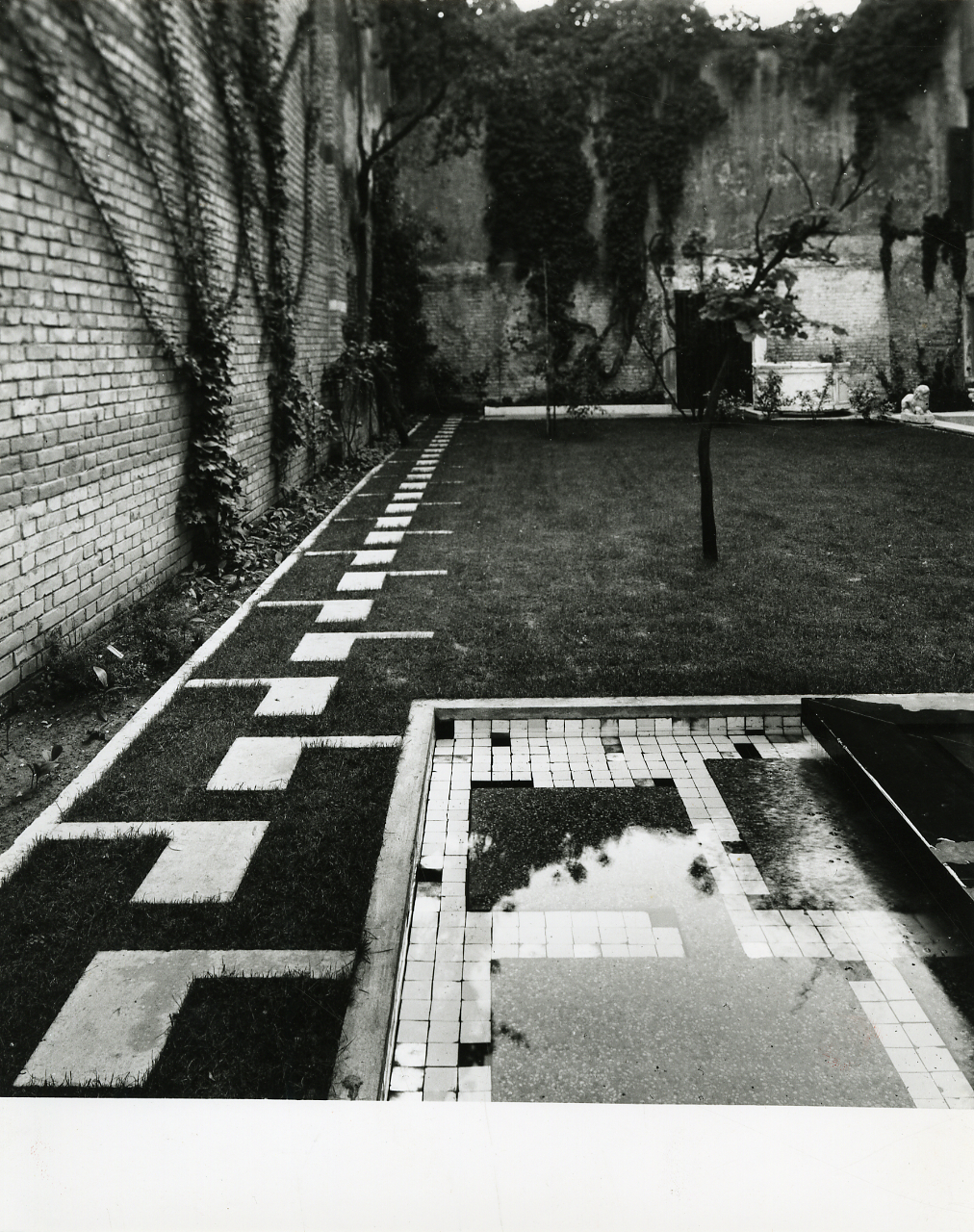
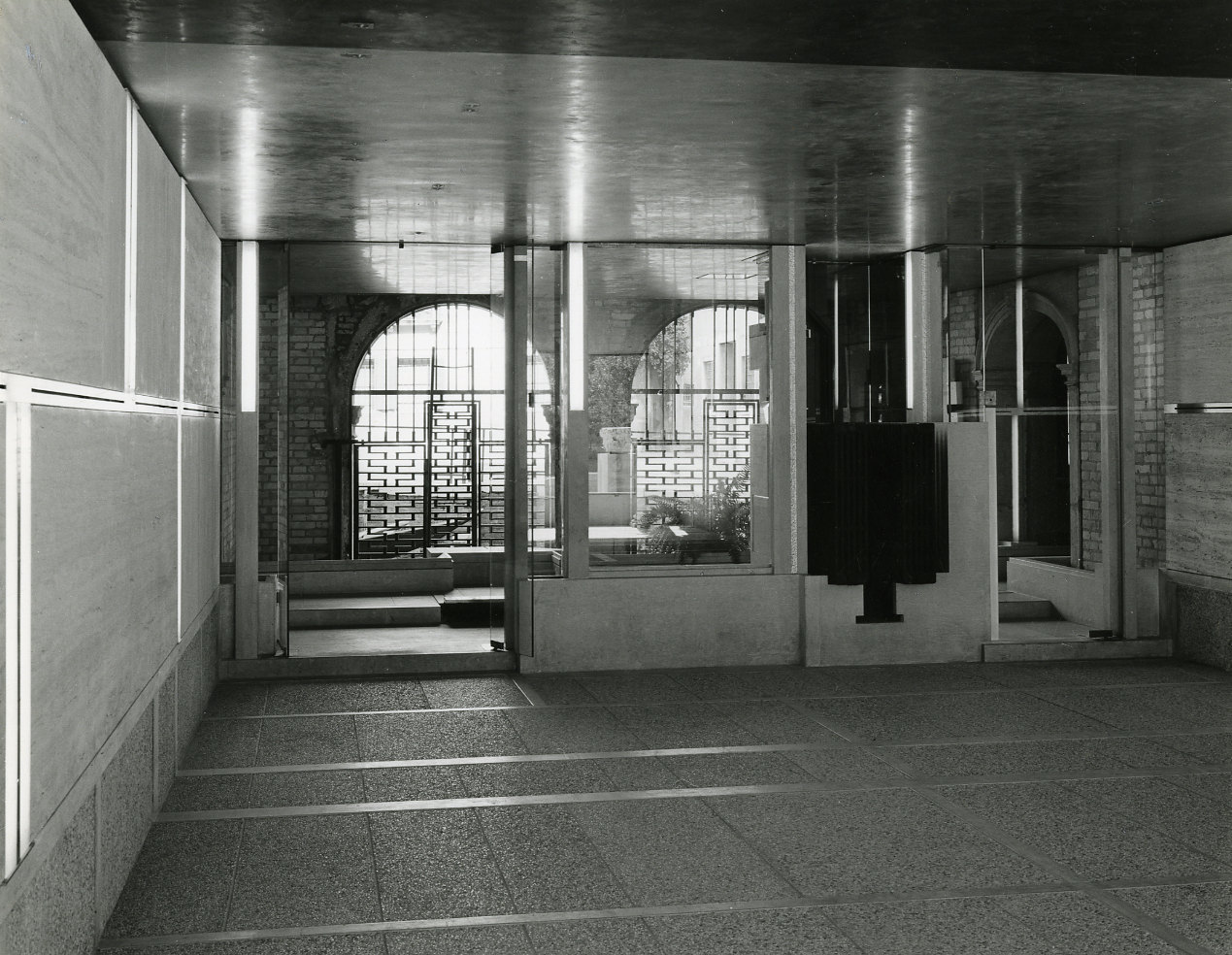

奎利尼·斯坦帕里亚宫建于1510-1520年左右。
1869年，奎利尼·斯坦帕里亞家族的最後一位繼承人乔瓦尼伯爵将所有财产捐赠给威尼斯市，成立奎利尼·斯坦帕里亚基金会，成为向公众开放的博物馆与图书馆。1949年，基金会委托建筑师卡羅·斯卡帕进行了修复。